# Saló Kitty (bordell)
El Saló Kitty va ser un prostíbul de classe alta de Berlín utilitzat pel servei d'intel·ligència nazi, el Sicherheitsdienst (SD), amb finalitats d'espionatge durant la Segona Guerra Mundial.
Creat a principis de la dècada de 1930, el saló va ser controlat pel general de les SS Reinhard Heydrich i el seu subordinat Walter Schellenberg el 1939. El prostíbul va ser gestionat per la propietària original Kitty Schmidt durant tota la seva existència. El pla era seduir els principals dignataris alemanys i els visitants estrangers, així com els diplomàtics, amb alcohol i dones perquè revelessin secrets o expressessin les seves opinions honestes sobre temes i persones relacionades amb els nazis. Entre els convidats destacats hi havia el mateix Heydrich, Joseph Dietrich, Galeazzo Ciano i Joseph Goebbels. L'edifici que albergava el saló va ser destruït en un atac aeri l'any 1942 i el projecte va perdre ràpidament importància. Saló Kitty ha estat la inspiració o el tema de molts prostíbuls que apareixen a pel·lícules sobre espionatge nazi.

## Història

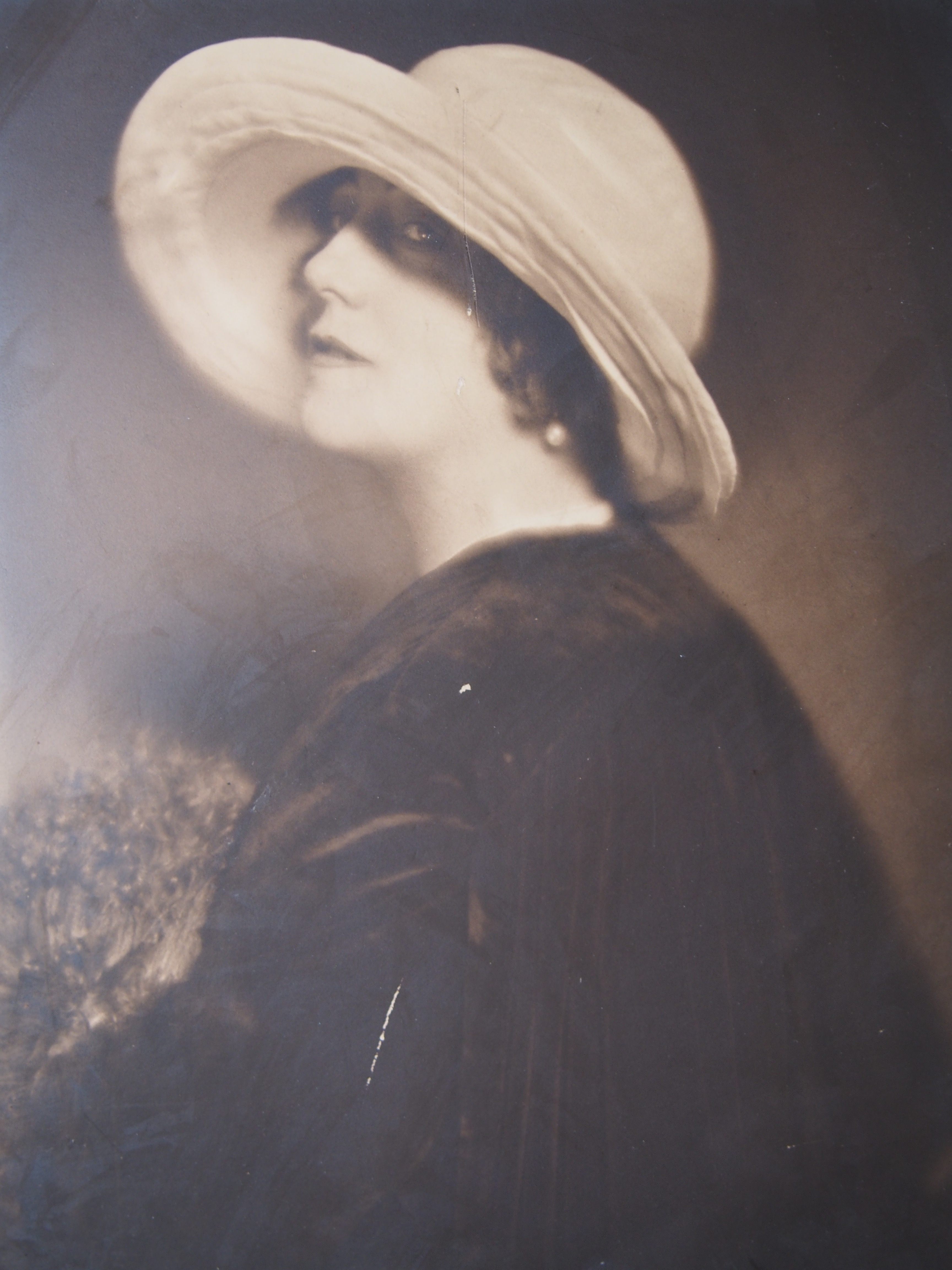
Katharina Zammit (Kitty Schmidt, 1882–1954), retrat del 1930

A la dècada de 1930, "Salon Kitty" era un bordell de classe alta al número 11 de Giesebrechtstrasse a Charlottenburg, un barri ric de Berlín. La seva clientela habitual incloïa dignataris alemanys, diplomàtics estrangers, alts industrials, alts funcionaris i alts membres del Partit Nazi. La seva madame va ser Katharina Zammit, més coneguda com Kitty Schmidt, que va dirigir el bordell des dels seus inicis.
Schmidt havia estat enviant diners en secret als bancs britànics amb refugiats que fugien des que els nazis van prendre el poder a Alemanya el gener de 1933. Quan finalment va intentar abandonar el país el 28 de juny de 1939, els agents de Sicherheitsdienst (SD) la van arrestar a la frontera holandesa i la van portar a la seu de la Gestapo. Un cop allà va ser vista per Walter Schellenberg, que en aquell moment treballava al departament de contraintel·ligència de la SD. Li va donar un ultimàtum: cooperar amb els nazis o ser enviada a un camp de concentració.
L'ús de Salon Kitty per a finalitats d'espionatge va ser una idea de Reinhard Heydrich, un líder de les SS i cap de policia a l'Alemanya nazi. En lloc d'infiltrar-se al prostíbul, Schellenberg se'n va fer càrrec del tot. La idea era entretenir els convidats destacats amb vi i dones, perquè revelessin secrets o parlessin de les seves opinions reals per assegurar-se que es pogués confiar en el seu suport. Les nou sales del saló es van ampliar i renovar profusament amb els estàndards més alts de la dècada de 1930. Schellenberg va instal·lar dispositius d'escolta encoberta a les habitacions i va convertir el soterrani en un "taller" on cinc operadors podien fer transcripcions de converses des de les sales d'amor.
Amb finalitats d'espionatge, les SS van començar a buscar dones joves per treballar al bordell. En una circular considerada "top secret", Schellenberg va demanar ajuda a les oficines administratives de Berlín. El perfil de requisits deia: "Es busquen dones i noies, que siguin intel·ligents, multilingües, de mentalitat nacionalista i, a més, boges pels homes" (Gesucht werden Frauen und Mädchen, die intelligent, mehrsprachig, nationalistisch gesinnt und ferner mannstoll sind.) . El Sittenpolizei ("vicesquadró") de Berlín va arrestar desenes de prostitutes berlineses i va seleccionar les més atractives com a agents potencials per treballar al Saló Kitty. Entre altres coses, van ser entrenats per reconèixer els uniformes militars i per obtenir secrets de converses innòcues. No se'ls va parlar dels micròfons, però van haver de fer un informe després de cada trobada. Totes les dones tenien les seves atraccions particulars i havien estat entrenades per satisfer fins i tot els clients exigents. L'historiador Paul Roland, a més, assenyala que les dones que entretenien els membres de l'elit nazi eren respectades senyores de l'alta societat de Berlín a les quals no se'ls donava cap subsidi per les seves "contribucions" i gairebé totes estaven casades amb homes amb bons recursos econòmics.
El març de 1940, se li va dir a Schmidt que continués amb el negoci com si no hagués passat res, excepte que ara tenia un llibre especial de vint noies addicionals que només hauria de mostrar a determinats clients. Si un client utilitzava la frase "Vinc de Rothenburg", se li deia que li ensenyés el llibre, li permetés prendre la seva decisió i trucar a la noia que havia seleccionat. Aleshores, la noia passaria la nit amb el convidat i marxaria més tard.

### Convidats notables

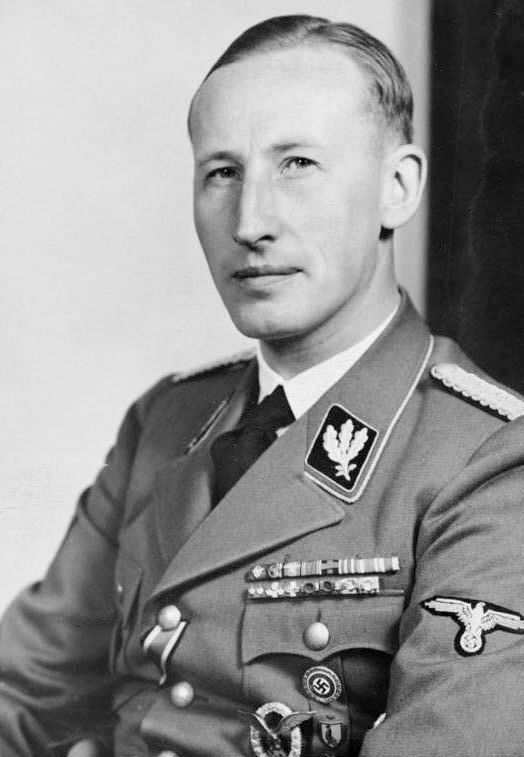
Tot i casat, Reinhard Heydrich va gaudir de diverses visites al Saló Kitty

El Saló Kitty es va fer encara més popular quan als convidats seleccionats del cos militar i diplomàtic se'ls va dir la "paraula secreta" i els monitors van fer milers d'enregistraments durant les seves visites. Un dels clients era Galeazzo Ciano, gendre del dictador italià Benito Mussolini i ministre d'Afers Exteriors de la Itàlia feixista, les opinions sinceres del qual sobre el Führer no eren especialment positives. Un altre visitant, el general de les SS Sepp Dietrich, volia les 20 noies especials per a una orgia durant tota la nit, però no va revelar cap secret. A més, el ministre de propaganda Joseph Goebbels ha estat marcat com a client; gaudia d'"exhibicions lèsbiques" que d'altra manera es consideraven actes antisocials fora d'aquest context. Un altre convidat destacat és Raus Baron Kruger, que va beure l'aigua del vàter dels assistents. Heydrich també va fer una sèrie de "gires d'inspecció", encara que els micròfons estaven apagats en aquelles ocasions.
L'agent britànic Roger Wilson, sota la seva identitat encoberta com a subsecretari de premsa romanès "Ljubo Kolchev", es va adonar dels cables del micròfon mentre hi era allà. Es va convertir en un client freqüent del saló amb una noia normal, i més tard va organitzar una escolta telefònica a tres cables. Després d'això, la intel·ligència britànica va sentir algunes de les mateixes converses que l'SD.

### Atac aeri i tancament
A mesura que avançava la guerra, la clientela de Salon Kitty va disminuir. El juliol de 1942, l'edifici va ser enderrocat durant un atac aeri i el bordell va haver de ser traslladat. Al cap d'un any, la SD va decidir abandonar el projecte i va tornar el saló a Schmidt, amb l'amenaça que hauria de callar o enfrontar-se a represàlies.
Madame Schmidt no va parlar de l'assumpte fins i tot després de la guerra. Va morir el 1954, als 71 anys, sense revelar la identitat de cap dels seus antics empleats. La Stasi (Servei de Seguretat d'Alemanya de l'Est) estimava que el nombre d'enregistraments del bordell per la Gestapo era d'uns 25.000. Pràcticament tots els enregistraments s'han perdut o destruït des d'aleshores a causa de la seva poca importància després de la guerra. Segons un article de 2005 a Die Tageszeitung, el bordell va continuar existint després de la Segona Guerra Mundial sota la direcció del fill i la filla de Schmidt. A la dècada de 1990, es va convertir en una llar per a sol·licitants d'asil, que va ser tancada poc després a causa de la protesta local contra els residents.

## Mitjans
La història del que va passar al Saló Kitty va sortir a la llum per primera vegada a les memòries de Walter Schellenberg, publicades a Alemanya el 1956 amb el títol El laberint. Peter Norden més tard va ampliar la història al seu llibre de 1973 Madam Kitty. Aquest llibre es va convertir en la base de la pel·lícula molt controvertida de 1976 Saló Kitty, dirigida per Tinto Brass i protagonitzada per Helmut Berger com a Walter Schellenberg (rebatejat com a Helmut). Wallenberg) i Ingrid Thulin com a Kitty Schmidt (anomenada Kitty Kellermann).
La comèdia dramàtica de la BBC de 1981 Private Schulz, sobre el servei a les SS durant la Segona Guerra Mundial d'un estafador i petit criminal alemany, destaca el Saló. En el primer episodi, Schultz ha rebut l'encàrrec de dirigir una publicació d'escolta al soterrani del prostíbul i d'enregistrar les converses captades pels micròfons ocults.
El concepte de la Gestapo utilitzant un bordell ple d'espies per trobar traïdors dins del règim nazi s'ha reciclat diverses vegades en diverses pel·lícules europees de Nazisploitation.

### Impreses
- Craig, John. Peculiar Liaisons: In War, Espionage, and Terrorism in the Twentieth Century.  Algora Publishing, 2005. ISBN 978-0875863337.
- Frayling, Christopher. Ken Adam: The Art of Production Design.  Farber & Farber, 2005. ISBN 978-0-571-23109-6.
- Hyde, Montgomery. Crimes and Punishment.  Marshall Cavendish, 1985. ISBN 978-0863073724.
- Lepage, Jean-Denis. An Illustrated Dictionary of the Third Reich.  McFarland Publishing, 2013. ISBN 978-1476603698.
- Roland, Paul. Nazi Women: The Attraction of Evil.  Arcturus Publishing, 2014. ISBN 978-1784280468.
- Stephenson, Jill. Women in Nazi Germany.  Routledge Publishing, 2014. ISBN 978-1317876083.

### Online
- Private Schulz. British Broadcasting Corporation.
- «Verführen für den 'Führer'» (en alemany).   Spiegel Online, 27-08-2008. [Consulta: 4 juliol 2015].
- «Wie in ein Nazi-Bordell das echte Leben einzog» (en alemany).   Die Tageszeitung, 11-05-2005. [Consulta: 4 juliol 2015].